# MSNBC
MSNBC – amerykańska całodobowa stacja informacyjna założona w 1996 roku. MSNBC to skrótowiec, który tworzą nazwy dwóch podmiotów tworzących ten kanał: Microsoft Network (MSN) i NBC. Stacja w 82% należy do NBCUniversal, a w pozostałej części (18%) do Microsoftu.
MSNBC powstało 15 lipca 1996 roku, co było związane z zamknięciem kanału telewizji kablowej America’s Talking, który należał do sieci telewizyjnej NBC. Nastąpiło to blisko 4 miesiące przed powstaniem konkurenta – Fox News.

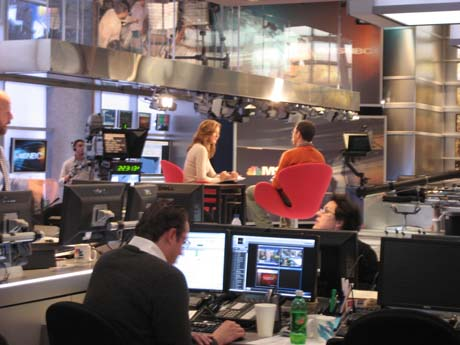
Studio stacji MSNBC (2007)

W MSNBC pracuje między innymi Mika Brzezinski, córka polsko-amerykańskiego politologa Zbigniewa Brzezińskiego. Zwróciła na siebie uwagę mediów, gdy zaprotestowała przeciwko stawianiu wyżej sprawy wyjścia z więzienia Paris Hilton od np. sprawy dotyczącej sytuacji w Iraku.
Ze stacją współpracowała też powieściopisarka i dziennikarka Jeannette Walls, autorka bestsellerowego pamiętnika Szklany zamek (The Glass Castle).
Stacja jest krytykowana za popieranie demokratów.